# Iximché
Iximché é um sítio arqueológico mesoamericano pré-colombiano situado nas terras altas da Guatemala ocidental, no município de Tecpán, Chimaltenango. O nome do sítio, Iximché, deriva das palavras ixim (milho) e ché (lugar). Iximché era a principal cidade dos maias kaqchikel fundada junto ao monte Ratzamut por Kikab, o Grande em 1470 e depois do abandono de Chaviar (Chichicastenango). A cidade era governada por quatro senhores, Tzotzil, Xahil, Tucuché e Acajal que estavam encarregados de todos os assuntos administrativos e religiosos, incluindo a guerra.

## O sítio
O núcleo central do sítio encontra-se limitado por ravinas em três lados e separado da praça principal por um ribeiro artificial. O centro do sítio é constituído por quatro praças grandes e duas pequenas, cada uma contendo pelo menos dois templos. Junto dos palácios da élite, existem dois campos de jogo de bola, o maior dos quais tem 40 m de comprimento e marcadores zoomórficos.
O sítio foi preservado pelos espanhois devido à sua aliança com os kaqchikel contra os k'iché. Os espanhois fundaram a primeira capital da Guatemala a pouco mais de um quilómetro para oeste de Iximché, actual Tecpán, Chimaltenango, usando o nome que os tlaxcaltecas que com eles vinham deram à cidade (Cuautimalan ou lugar das árvores) para baptizá-la como Santiago de Goatemalan. Os espanhois abandonaram Tecpán em 1527, e mudaram a capital para o vale de Almolonga a este, na actual Ciudad Vieja, próximo de Antigua Guatemala.
O presidente do Estados Unidos, George W. Bush visitou o local em 12 de Março de 2007. Os sacerdotes maias locais afrimaram que iriam executar rituais de purificação após a sua visita para limpar a área dos "maus espíritos" trazidos pelo presidente Bush que segundo eles persegue os seus "irmãos migrantes" nos Estados Unidos. "Rejeitamos esta imagem do nosso povo como uma atracção turística", disse Morales Toj, um porta-voz indígena. (BBC News)
Entre 26 e 30 de Março de 2007, Iximché foi o local onde decorreu a III Cimeira Continental de Povos Indígenas e Nacionalidades de Abya Yala.